# Praça Meskel

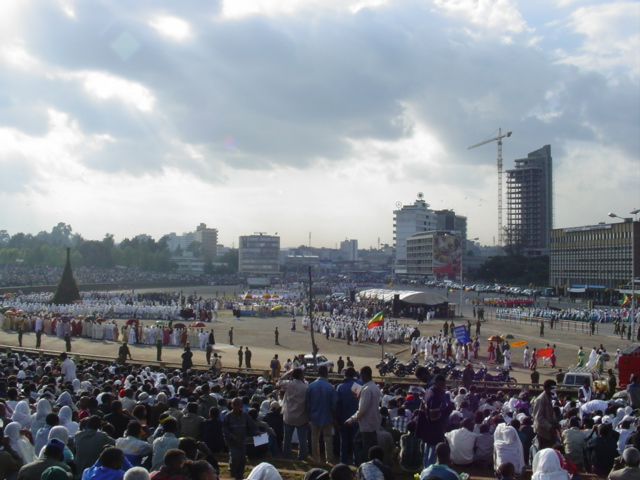
Festival Meskel na praça

A Praça Meskel (muitas vezes transliterado como Meskal ou Mesqel) é uma praça na cidade de Addis Abeba, Etiópia. Muitas vezes, é um local para reunião pública ou para demonstrações e festivais, notavelmente, a festa Meskel (ou "festa de comemoração da descoberta da Vera Cruz") de onde vem o seu nome.
O Festival Meskel é celebrado há mais de 1600 anos. A palavra "Meskel" significa "cruz" e o festival comemora o momento em que o crucifixo foi revelado para a imperatriz Helena de Constantinopla, mãe de Constantino, o Grande.